# Andrena stagei
Andrena stagei är en biart som beskrevs av Linsley och Macswain 1962. Andrena stagei ingår i släktet sandbin, och familjen grävbin. Inga underarter finns listade i Catalogue of Life.